# Базилика Пресвятой Девы Марии (Манаоаг)

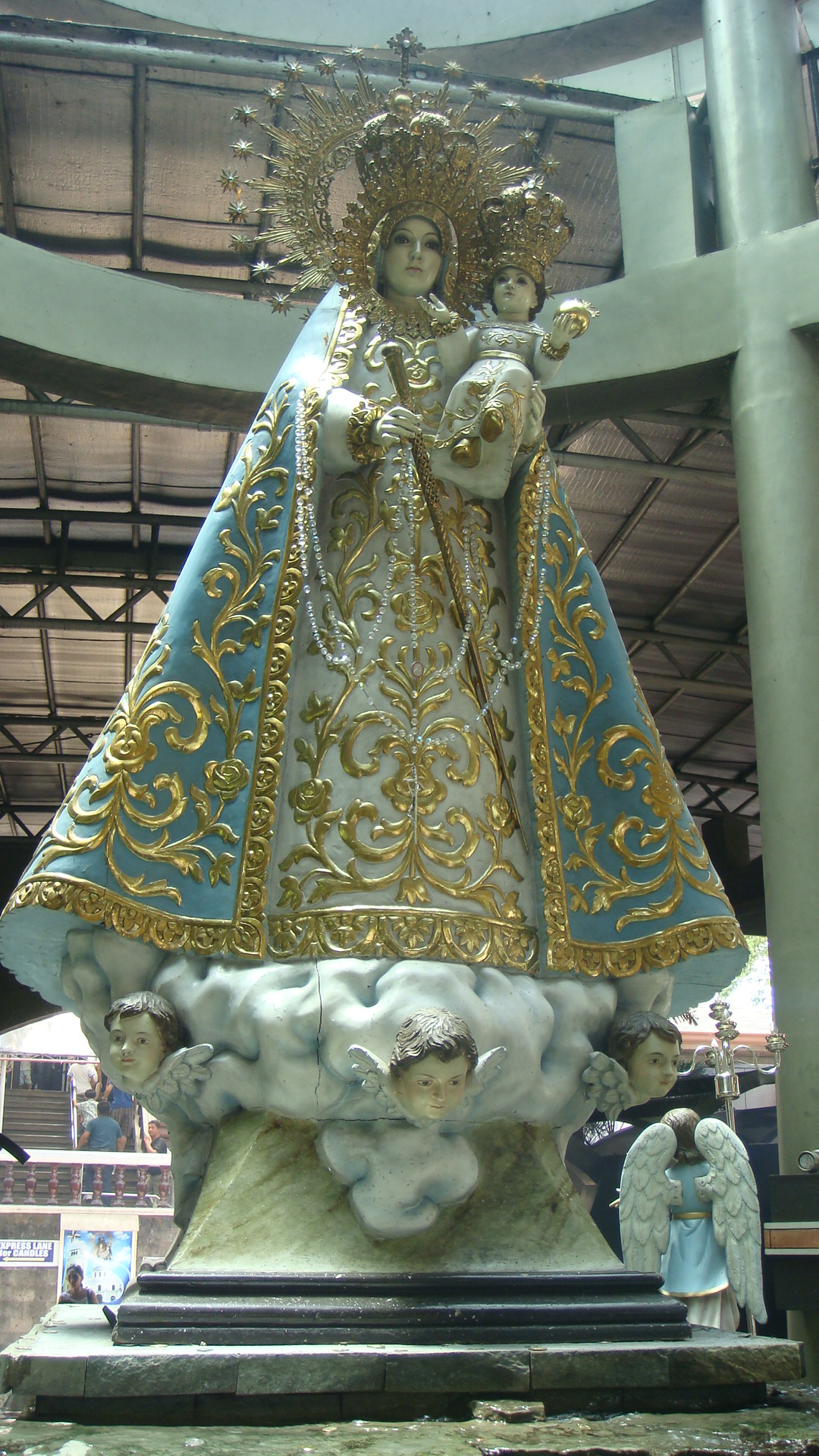
Статуя Пресвятой Девы Марии Манаоаг

Базилика Пресвятой Девы Марии Манаоаг, полное наименование — Базилика Пресвятой Девы Марии Святого Розария из Манаоаг (исп. Santuario de Nuestra Señora del Santísimo Rosario de Manaoag) — католический храм, находящийся в городе Манаоаг, провинция Пангасинан, Филиппины. Является центром паломничества местных католиков. Наименование базилики произошло от хранящейся в храме статуи, которая называется «Пресвятая Дева Мария Манаоаг». Храм входит в состав архиепархии Лингайен-Дагупана и принадлежит монашескому ордену доминиканцев.

## История
Первый католический храм в Манаоаге был построен монахами-августинцами в 1600 году на месте местного кладбища. Первым священником этого храма стал доминиканец Хуан-де-Сан-Хасинто, который доставил из Испании почитаемую в храме статую Девы Марии. С 1608 года в храме действовала доминиканская миссия Мангалдан, которая в 1610 года была переименована в миссию Манаоаг. В 1701 году доминиканцы из постоянных нападок местных аборигенов из племени игорот начали строить современный храм на высоком холме на средства состоятельной семьи Гаспара де Гамбоа из Манилы. В 1882 году храм был расширен и в 1892 году пострадал во время землетрясения. Во время филиппинской революции храм был захвачен повстанцами, которые подожгли его. Во время этого события статуя Пресвятой Девы Марии Манаоаг сохранилась, после чего была перевезена в город Дагупан, где хранилась до октября 1898 года. Доминиканцы возвратились в Манаоаг в 1901 году и начали восстановление сожженного храма, которое завершилось в 1911 году. Был отреставрирован главный барочный алтарь XVIII века. В 1925 году храм был передан в бессрочное управление ордену доминиканцев. Полная реставрация церкви завершилась в 1931 году.
21 апреля 1926 года апостольский нунций на Филиппинах Гульельмо Пьяни по благословению Римского папы Пия XI совершил обряд канонической коронации статуи.
В феврале 2005 года Римский папа Бенедикт VI присвоил храму статус малой базилики.

## Статуя
Статуя, сделанная из слоновой кости, представляет Пресвятую Деву Марию, держащую младенца Иисуса Христа. Статуя увенчана короной и украшена плащом из золотой пряжи с драгоценными камнями. Праздник, посвящённый этому образу, отмечается дважды в год: в третью среду после Пасхального воскресенья и в первое воскресенья октября. В настоящее время статуя защищена пуленепробиваемым стеклянным корпусом и установлена на главном алтаре храма Пресвятой Девы Марии Святого Розария.